# パラグアイの教育
パラグアイの教育（パラグアイのきょういく）では、パラグアイ共和国の教育について述べる。

## 制度
1992年憲法の第73条によって教育を受ける権利が、第75条によって教育を受けさせる社会の責任が、第85条によって教育予算が国家予算の20%を下回ってはならないと定められている。初等教育の6年間と前期中等教育の3年間の計9年間が義務教育期間となっている。パラグアイの教育政策に対しては、基本的には文部省が責任を負っている。

### 就学前教育
幼稚園の5歳から6歳までが就学前教育と位置づけられている。しかし、6歳以下の人口で幼稚園や保育園に通っているのは僅か5%ほどである。

### 初等教育
初等教育は初等学校の6年間（6歳から12歳まで）である。
1992年の初等教育の就学率は92%、卒業率は54%であった。

### 中等教育
中等教育は中等学校（コレヒオ）に於ける3年間（12歳から15歳まで）の前期中等教育（基礎サイクル）と、同じく3年間（15歳から18歳まで）の後期中等教育（多様化サイクル）からなる。後期中等教育からは人文科学バチリェラート、商業バチリェラート、技術バチリェラートに分かれている。そのほかにも技術者、教員、専門職を要請することを主眼に置いた専門教育課程が存在する。
1992年の中等教育の就学率は37%、卒業率は18%であった。

### 高等教育
後期中等教育の人文科学バチリェラートか商業バチリェラートを修了した者は高等教育を受けることが可能になる。学部は4年制から6年制である。1989年に高等教育に関する規制が取り払われるまでは、国立アスンシオン大学(1886)とパラグアイ・カトリック大学(1960)以外の大学は存在しえなかった。

## 二言語教育
1992年憲法第140条によってそれまでのスペイン語に加えてグアラニー語が新たに公用語として認められ、第77条ではグアラニー語で教育を受ける権利が定められた。1994年から初等教育に於けるグアラニー語の導入を定めたバイリンガル教育計画 (Plan de Educación Bilingüe, PEB) が実施されている。

## 課題
初等教育、中等教育、高等教育のいずれに於いても中退率が高く、また都市部と農村部で学校の設備に大きな格差があること、国家としての所得格差の大きさが、教育への平等なアクセスを妨げていること、教員の待遇の悪さに起因する無資格教員の存在などが問題となっている